# Hugh Panaro
Hugh Panaro, född 19 februari 1964 i Philadelphia, Pennsylvania, USA, är musikalartist på Broadway.
Hans Broadwaydebut var när han spelade Marius i Les Misérables. Sedan dess har han haft många roller. Han är bland annat en av de få som har spelat både Raoul (1991) och Fantomen (1999) i Fantomen på Operan.
Den 10 januari 2006 hade Lestat the Musical premiär där han spelade huvudrollen Lestat de Lioncourt.